# Granatnik FN 40
FN 40 – belgijski granatnik kalibru 40 mm. Produkowany w wersji samodzielnej (z kolbą składana) oraz podwieszanej (stosowanej razem z karabinem szturmowym FN CAL).
FN 40 posiadał aluminiową lufę, chwyt pistoletowy z tworzywa sztucznego, a w wersji samodzielnej dodatkowo składaną kolbę (o konstrukcji zbliżonej do stosowanych w karabinach FN). Otwarcie zamka następowało po złamaniu broni (w wersji samodzielnej) lub odchyleniu zamka w bok. Rolę bezpiecznika spełniał celownik ramkowy, którego złożenie zabezpieczało broń.